# 나트륨-22
나트륨-22(22Na) 또는 소듐-22는 나트륨 동위 원소의 일종으로, 원자핵이 양성자 11개와 중성자 11개로 구성되어 있다. 나트륨의 방사성 동위 원소 중에서는 가장 반감기가 긴 동위 원소이며, 약 2.6년의 반감기를 거쳐 네온-22로 베타 붕괴한다.

## 이용 및 생성
나트륨-22는 양전자 방출을 통해 붕괴하므로 양전자 방출 단층촬영에서 여러 가지 용도로 사용되며, 자연에 존재하는 나트륨의 방사성 동위 원소 추적자로 사용되기도 한다. 인공적으로 생산할 때는 고순도의 알루미늄 합금 시료에 양성자를 충돌시켜 얻는다. 자연에서는 우주선에 의해 극미량 생성되기도 한다.

## 같이 보기
- 나트륨 동위 원소
- 나트륨-23
- 네온-22
- 양전자 방출 단층촬영

| 가벼운 핵종 나트륨-21 | 나트륨의 동위 원소 | 무거운 핵종 나트륨-23 |

| 없음 | 나트륨-22의 붕괴 사슬 | 딸핵종: 네온-22(β+) |